# Municipio de Mamre
El municipio de Mamre (en inglés: Mamre Township) es un municipio ubicado en el condado de Kandiyohi en el estado estadounidense de Minnesota. En el año 2010 tenía una población de 385 habitantes y una densidad poblacional de 4,18 personas por km².

## Geografía
El municipio de Mamre se encuentra ubicado en las coordenadas 45°11′43″N 95°10′26″O / 45.19528, -95.17389. Según la Oficina del Censo de los Estados Unidos, el municipio tiene una superficie total de 92.03 km², de la cual 88 km² corresponden a tierra firme y (4,38 %) 4,03 km² es agua.

## Demografía
Según el censo de 2010, había 385 personas residiendo en el municipio de Mamre. La densidad de población era de 4,18 hab./km². De los 385 habitantes, el municipio de Mamre estaba compuesto por el 95,32 % blancos, el 0,26 % eran afroamericanos, el 0,52 % eran amerindios, el 0,26 % eran asiáticos, el 1,56 % eran de otras razas y el 2,08 % eran de una mezcla de razas. Del total de la población el 3,9 % eran hispanos o latinos de cualquier raza.